# 释延鲁
释延鲁（1970年—），俗名林清华，为原少林寺的武僧总教头。
释延鲁出生在山东省临沂市郯城县的的武术世家中，其父亲和释永信相熟。1985年，林清华进入少林寺学习武术，拜释永信为师，取法名释延鲁。他颇有悟性，擅长少林五形拳、大洪拳、鹰爪拳、少林春秋大刀及铁布衫等武功，因此十分受释永信赏识，人称少林寺四大金刚之一，被任命为武僧的总教头。
1998年，释延鲁创办中国嵩山少林寺武僧团培训基地，以弘扬少林功夫。2003年4月与释永信成功的举办了少林功夫国际学术研讨会。翌年，在美国、俄罗斯、法国、德国等十多个国家设置海外分部。俄罗斯总统普京的女儿也拜他为武术教师。
2012年，释延鲁与释永信因为武僧学校的少林寺房屋使用经费发生矛盾，从此开始交恶。同年，释延鲁被以结婚生子为由，遭少林寺从常住名单除名。
2015年7月26日，网络上出现一个名为《少林寺方丈释永信这只大老虎，谁来监督》的举报贴。该帖子的作者“释正义”自称是一名少林寺弟子。此人在帖子中举报释永信，称其有双重户籍，包养数名情妇，与尼僧释延洁有私生子，并出具相关证据。同时“释正义”指出释延洁也有双重户籍，其另外一身份名为韩明君。“释正义”先后五次在网络上举报释永信。30日，29名少林寺弟子在网络上发表声明，指称“释正义”就是释延鲁，并谴责其“欺师灭祖”的行为。对此释延鲁则断然否认，少林寺方面也声称不清楚此人是否是释延鲁。8月4日，登封市宗教局宣布称，“经核查，没有释正义这个人，其他事项正在核实之中。”
8月8日，释延鲁等与少林寺相关的六名僧人或员工一起来到北京，公开实名举报释永信，举报内容与先前的“释正义”相似。不过，释延鲁仍旧否认自己是“释正义”，自己是受其鼓舞才决定反映一些“亲身经历”和“知道”的问题。对此少林寺方面称，正在接受调查，不方便接受采访。